# Зимаков, Сергей Николаевич
Сергей Николаевич Зимаков (род. 15 января 1978, Москва) — российский хоккеист, защитник. Мастер спорта России (1996).

## Биография
Воспитанник хоккейной школы «Крыльев Советов», тренер Алексей Морозов. Начинал играть за «Крылья Советов-2» (1993/94 — 1994/95). В МХЛ — РХЛ — Суперлиге играл в сезонах 1995/96 — 2002/03, 2004/05 — 2007/08. Выступал за команды «Крылья Советов» (1995/96 — 1997/98, 2007/08 — 2008/09), «Ак Барс» (1998/99), «Молот-Прикамье» (1999/2000), ЦСКА (2000/01 — 2001/02), «Салават Юлаев» (2002/03) «Титан» Клин (2002/03), «Спартак» Москва (2003/04 — 2005/06, 2007/08), «Витязь» Чехов (2006/07).
На драфте НХЛ 1996 года был выбран в 3-м раунде под общим 58-м номером клубом «Вашингтон Кэпиталз».
Чемпион Европы среди юниорских команд 1996. Бронзовый призёр чемпионата мира среди молодёжных команд 1996. Сыграл 10 матчей за юниорскую сборную.
Окончил РГУФК (1998).
Детский тренер в клубе «Серебряные акулы» Москва.